# Jetlag
Een jetlag is een verzamelnaam voor klachten die optreden bij een verstoring van het slaap-waakritme wanneer iemand in korte tijd naar een plaats op aarde reist waar het volgens de plaatselijke tijd substantieel vroeger of later is dan op de plaats van vertrek. Het woord komt van jet (Engels voor 'straalvliegtuig') en lag (Engels voor 'achteroplopen', 'na-ijlen').
Jetlag klachten variëren van persoon tot persoon. Verschillende factoren spelen hierbij een rol, zoals het aantal tijdzones dat men overbrugt: hoe groter het tijdsverschil, hoe langer de symptomen aanhouden, de richting van de reis (oost- of westwaarts) het chronotype (of iemand een ochtend- of avondmens is), leeftijd, en geslacht. De symptomen kunnen zijn:
- vermoeidheid
- verminderde energie
- moeite met concentreren
- verstoringen in de eetlust, men heeft geen trek tijdens de maaltijden maar kan op de meest ongebruikelijke tijden ineens hevige trek krijgen.
- maag-darmproblemen zoals opgeblazen gevoel en diarree
- slaapstoornissen
- migraine
- verhoogd risico op blessures

Het beste middel tegen jetlag is om voordat je vertrekt al langzaam op te schuiven naar de tijd van je nieuwe locatie. Ga je naar het Oosten dan ga je op de dagen voor je vertrekt, steeds iets eerder naar bed en eerder op. Zorg dat je 's morgens direct bij het wakker worden (zon)licht ziet en voordat je naar bed gaat de lichten dimt. Schuif ook het moment van je ontbijt, lunch en avondeten op zodat je steeds iets vroeger eet. Reis je naar het Westen, doe dan het omgekeerde. Dus ga in de dagen voor vertrek steeds iets later naar bed, sta later op, ontbijt, lunch en dineer wat later. Zorg dat je in de avond wat (dag)licht ziet en na het wakker worden nog even een uurtje de lichten dimt. Tijdens en na je reis houd je dit schema vol, dus eet, zie licht of dimlicht, en slaap volgens je schema. 
Slapen overdag is verleidelijk maar beperk het tot korte powernaps (maximaal 20 minuten).
Hoewel in het Engels jet lag wordt geschreven, wordt het woord in het Nederlands aan elkaar geschreven.